# Danh sách bài hát thu âm bởi Queen

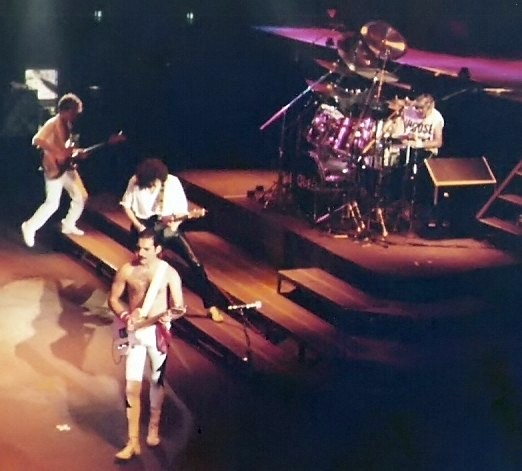
Danh sách bài hát thu âm bởi Queen

Đây là danh sách các bài hát do ban nhạc Queen đã thực hiện.
1. Các bài hát do Queen thu âm
2. Các bài hát chỉ hát khi công diễn
  1. 1971-1986 (original line-up)
  2. 1992 (Deacon/May/Taylor)
  3. 1999-2006 (May/Taylor)

## Các bài hát do Queen thu âm
Các bài hát này được ban nhạc Queen thu âm và phát hành.

### 0–9
- "'39" – Brian May, 1975 (A Night at the Opera)

### A
- "A Dozen Red Roses for My Darling" – Roger Taylor, 1986 (đĩa đơn A Kind of Magic)
- "A Human Body" – Taylor, 1980 (đĩa đơn Play The Game)
- "A Kind of Magic" – Taylor, 1986 (A Kind of Magic)
- "A Winter's Tale" – Queen, 1995 (Made in Heaven)
- "Action This Day" – Taylor, 1982 (Hot Space)
- "All Dead, All Dead" – May, 1977 (News of the World)
- "All God's People" – Queen/Mike Moran, 1991 (Innuendo)
- "Another One Bites the Dust" – John Deacon, 1980 (The Game)
- "Arboria (Planet of the Tree Men)" – Deacon, 1980 (Flash Gordon)

### B
- "Back Chat" – Deacon, 1982 (Hot Space)
- "Battle Theme" – May, 1980 (Flash Gordon)
- "Bicycle Race" – Freddie Mercury, 1978 (Jazz)
- "Bijou" – Queen, 1991 (Innuendo)
- "Blurred Vision" – Queen, 1985 (single One Vision)
- "Body Language" – Mercury, 1982 (Hot Space)
- "Bohemian Rhapsody" – Mercury, 1975 (A Night at the Opera)
- "Breakthru" – Queen (Mercury/Taylor), 1989 (The Miracle)
- "Brighton Rock" – May, 1974 (Sheer Heart Attack)
- "Bring Back That Leroy Brown" – Mercury, 1974 (Sheer Heart Attack)

### C
- "Calling All Girls" – Taylor, 1982 (Hot Space)
- "Chinese Torture" – Queen, 1989 (The Miracle)
- "Coming Soon" – Taylor, 1980 (The Game)
- "Cool Cat" – Deacon/Mercury, 1982 (Hot Space)
- "Crash Dive on Mingo City" – May, 1980 (Flash Gordon)
- "Crazy Little Thing Called Love" – Mercury, 1979 (The Game, 1980)

### D
- "Dancer" – May, 1982 (Hot Space)
- "Dead on Time" – May, 1978 (Jazz)
- "Dear Friends" – May, 1974 (Sheer Heart Attack)
- "Death on Two Legs" – Mercury, 1975 (A Night at the Opera)
- "Delilah" – Queen (Mercury), 1991 (Innuendo)
- "Dog With a Bone" – 1988 (đã được thu âm cho buổi họp câu lạc bộ những người hâm mộ tổ chức vào năm 1988)
- "Doing All Right" – May/Tim Staffell, 1973 (Queen)
- "Don't Lose Your Head" – Taylor, 1986 (A Kind of Magic)
- "Don't Stop Me Now" – Mercury, 1978 (Jazz)
- "Don't Try So Hard" – Queen (Mercury), 1991 (Innuendo)
- "Don't Try Suicide" – Mercury, 1980 (The Game)
- "Dragon Attack" – May, 1980 (The Game)
- "Dreamer's Ball" – May, 1978 (Jazz)
- "Drowse" – Taylor, 1976 (A Day at the Races)

### E
- "Escape from the Swamp" – Taylor, 1980 (Flash Gordon)
- "Execution of Flash" – Deacon, 1980 (Flash Gordon)

### F
- "Fat Bottomed Girls" – May, 1978 (Jazz)
- "Father to Son" – May, 1974 (Queen II)
- "Fight from the Inside" – Taylor, 1977 (News of the World)
- "Flash" (còn gọi là "Flash's Theme") – May, 1980 (Flash Gordon)
- "Flash to the Rescue" – May, 1980 (Flash Gordon)
- "Flash's Theme Reprise (Victory Celebrations)" – May, 1980 (Flash Gordon)
- "Flick of the Wrist" – Mercury, 1974 (Sheer Heart Attack)
- "Football Fight" – Mercury, 1980 (Flash Gordon)
- "Forever" – May, 1986 (A Kind of Magic)
- "Friends Will Be Friends" – Mercury/Deacon, 1986 (A Kind of Magic)
- "Fun It" – Taylor, 1978 (Jazz)
- "Funny How Love Is" – Mercury, 1974 (Queen II)

### G
- "Get Down, Make Love" – Mercury, 1977 (News of the World)
- "Gimme the Prize (Kurgan's Theme)" – May, 1986 (A Kind of Magic)
- "God Save the Queen" – Arr.: May, 1975 (A Night at the Opera)
- "Good Company" – May, 1975 (A Night at the Opera)
- "Good Old-Fashioned Lover Boy" – Mercury, 1976 (A Day at the Races)
- "Great King Rat" – Mercury, 1973 (Queen)

### H
- "Hammer to Fall" – May, 1984 (The Works)
- "Hang on in There" – Queen, 1989 (The Miracle)
- "Headlong" – Queen (May), 1991 (Innuendo)
- "Heaven for Everyone" – Taylor, 1995 (Made in Heaven)
- "Hijack My Heart" – Queen (Taylor), 1989 (single The Invisible Man)

### I
- "I Can't Live With You" – Queen (May), 1991 (Innuendo)
- "I Go Crazy" – May, 1984 (single Radio Ga Ga)
- "I Want It All" – Queen (May), 1989 (The Miracle)
- "I Want to Break Free" – Deacon, 1984 (The Works)
- "I Was Born to Love You" – Mercury, 1995 (Made in Heaven)
- "I'm Going Slightly Mad" – Queen (Mercury), 1991 (Innuendo)
- "I'm in Love With My Car" – Taylor, 1975 (A Night at the Opera)
- "If You Can't Beat" – Deacon, 1978 (Jazz)
- "In Only Seven Days" – Deacon, 1978 (Jazz)
- "In the Death Cell (Love Theme Reprise)" – Taylor, 1980 (Flash Gordon)
- "In the Lap of the Gods" – Mercury, 1974 (Sheer Heart Attack)
- "In the Lap of the Gods...Revisited" – Mercury, 1974 (Sheer Heart Attack)
- "In the Space Capsule (The Love Theme)" – Taylor, 1980 (Flash Gordon)
- "Innuendo" – Queen, 1991 (Innuendo)
- "Invincible Hope" – internet download
- "Is This the World We Created...?" – Mercury/May, 1984 (The Works)
- "It's a Beautiful Day" (three different versions) – Queen, 1995 (Made in Heaven)
- "It's a Hard Life" – Mercury, 1984 (The Works)
- "It's Late" – May, 1977 (News of the World)

### J
- "Jealousy" – Mercury, 1978 (Jazz)
- "Jesus" – Mercury, 1973 (Queen)

### K
- "Keep Passing the Open Windows" – Mercury, 1984 (The Works)
- "Keep Yourself Alive" – May, 1973 (Queen)
- "Khashoggi's Ship" – Queen, 1989 (The Miracle)
- "Killer Queen" – Mercury, 1974 (Sheer Heart Attack)

### L
- "Las Palabras de Amor (The Words of Love)" – May, 1982 (Hot Space)
- "Lazing on a Sunday Afternoon" – Mercury, 1975 (A Night at the Opera)
- "Leaving Home Ain't Easy" – May, 1978 (Jazz)
- "Let Me Entertain You" – Mercury, 1978 (Jazz)
- "Let Me Live" – Queen, 1995 (Made in Heaven)
- "Liar" – Mercury, 1973 (Queen)
- "Life Is Real" – Mercury, 1982 (Hot Space)
- "Lily of the Valley" – Mercury, 1974 (Sheer Heart Attack)
- "Long Away" – May, 1976 (A Day at the Races)
- "Loser in the End" – Taylor, 1974 (Queen II)
- "Lost Opportunity" – Queen (May), 1991 (đĩa đơn I'm Going Slightly Mad)
- "Love of My Life" – Mercury, 1975 (A Night at the Opera)

### M
- "Machines (hoặc 'Back to Humans')" – May/Taylor, 1984 (The Works)
- "Mad the Swine" – Mercury, 1991 (thu âm khoảng năm 1972) (đĩa đơn Headlong)
- "Made in Heaven" – Mercury, 1995 (Made in Heaven)
- "Man on the Prowl" – Mercury, 1984 (The Works)
- "Marriage of Dale and Ming (And Flash Approaching)" – May/Taylor, 1980 (Flash Gordon)
- "Ming's Theme (In the Court of Ming the Merciless)" – Mercury, 1980 (Flash Gordon)
- "Misfire" – Deacon, 1974 (Sheer Heart Attack)
- "Modern Times Rock 'n' Roll" – Taylor, 1973 (Queen)
- "More of That Jazz" – Taylor, 1978 (Jazz)
- "Mother Love" – May/Mercury, 1995 (Made in Heaven)
- "Mustapha" – Mercury, 1978 (Jazz)
- "My Baby Does Me" – Queen, 1989 (The Miracle)
- "My Fairy King" – Mercury, 1973 (Queen)
- "My Life Has Been Saved" – Queen (Deacon), 1989 (đĩa đơn Scandal, see also Made in Heaven, 1995)
- "My Melancholy Blues" – Mercury, 1977 (News of the World)

### N
- "Need Your Loving Tonight" – Deacon, 1980 (The Game)
- "New York, New York" (trích đoạn) – 1986 (phim Highlander), được viết bởi John Kander và Fred Ebb; lúc đầu được Liza Minnelli biểu diễn vào năm 1977, hai năm sau được Frank Sinatra thu âm
- "Nevermore" – Mercury, 1974 (Queen II)
- "No-One But You (Only the Good Die Young)" – May, 1997 (Queen Rocks)
- "Now I'm Here" – May, 1974 (Sheer Heart Attack)

### O
- "Ogre Battle" – Mercury, 1974 (Queen II)
- "One Vision" – Queen, 1985 (A Kind of Magic, 1986)
- "One Year of Love" – Deacon, 1986 (A Kind of Magic)

### P
- "Pain Is So Close to Pleasure" – Mercury/Deacon, 1986 (A Kind of Magic)
- "Party" – Queen, 1989 (The Miracle)
- "Play the Game" – Mercury, 1980 (The Game)
- "Princes of the Universe" – Mercury, 1986 (A Kind of Magic)
- "Procession" – May, 1974 (Queen II)
- "Put Out the Fire" – May, 1982 (Hot Space)

### R
- "Radio Ga Ga" – Taylor, 1984 (The Works)
- "Rain Must Fall" – Queen, 1989 (The Miracle)
- "Ride the Wild Wind" – Queen (Taylor), 1991 (Innuendo)
- "Rock It (Prime Jive)" – Taylor, 1980 (The Game)

### S
- "Sail Away Sweet Sister" – May, 1980 (The Game)
- "Save Me" – May, 1980 (The Game)
- "Scandal" – Queen, 1989 (The Miracle)
- "Seaside Rendezvous" – Mercury, 1975 (A Night at the Opera)
- "See What a Fool I've Been" – May, 1974 (đĩa đơn Seven Seas of Rhye)
- "Seven Seas of Rhye..." (nhạc cụ) – Mercury, 1973 (Queen)
- "Seven Seas of Rhye" – Mercury, 1974 (Queen II)
- "She Makes Me (Stormtrooper in Stilettoes)" – May, 1974 (Sheer Heart Attack)
- "Sheer Heart Attack" – Taylor, 1977 (News of the World)
- "Sleeping on the Sidewalk" – May, 1977 (News of the World)
- "Some Day One Day" – May, 1974 (Queen II)
- "Somebody to Love" – Mercury, 1976 (A Day at the Races)
- "Son and Daughter" – May, 1973 (Queen)
- "Soul Brother" – Queen, 1981 (đĩa đơn Under Pressure)
- "Spread Your Wings" – Deacon, 1977 (News of the World)
- "Staying Power" – Mercury, 1982 (Hot Space)
- "Stealin'" – Queen, 1989 (đĩa đơn Breakthru)
- "Stone Cold Crazy" – Queen, 1974 (Sheer Heart Attack)
- "Sweet Lady" – May, 1975 (A Night at the Opera)

### T
- "Tear It Up" – May, 1984 (The Works)
- "Tenement Funster" – Taylor, 1974 (Sheer Heart Attack)
- "Teo Torriatte (Let Us Cling Together)" – May, 1976 (A Day at the Races)
- "Thank God It's Christmas" – May/Taylor, 1984
- "The Fairy Feller's Master-Stroke" – Mercury, 1974 (Queen II)
- "The Hero" – May, 1980 (Flash Gordon)
- "The Hitman" – Queen, 1991 (Innuendo)
- "The Invisible Man" – Queen (Taylor), 1989 (The Miracle)
- "The Kiss (Aura Resurrects Flash)" – Mercury, 1980 (Flash Gordon)
- "The March of the Black Queen" – Mercury, 1974 (Queen II)
- "The Millionaire Waltz" – Mercury, 1976 (A Day at the Races)
- "The Miracle" – Queen (Mercury), 1989 (The Miracle)
- "The Night Comes Down" – May, 1973 (Queen)
- "The Prophet's Song" – May, 1975 (A Night at the Opera)
- "The Ring (Hypnotic Seduction of Dale)" – Mercury, 1980 (Flash Gordon)
- "The Show Must Go On" – Queen, 1991 (Innuendo)
- "The Wedding March" – Arr.: May, 1980 (Flash Gordon)
- "These Are the Days of Our Lives" – Queen (Taylor), 1991 (Innuendo)
- "Tie Your Mother Down" – May, 1976 (A Day at the Races)
- "Too Much Love Will Kill You" – May/Frank Musker/Elizabeth Lamers, 1995 (Made in Heaven)

### U
- "Under Pressure" – Queen/David Bowie, 1981 (Hot Space, 1982)
- "Untitled Hidden Track" (còn gọi là "Track 13") – Queen, 1995 (Made in Heaven)

### V
- "Vultan's Theme (Attack of the Hawk Men)" – Mercury, 1980 (Flash Gordon)

### W
- "Was It All Worth It" – Queen, 1989 (The Miracle)
- "We Are the Champions" – Mercury, 1977 (News of the World)
- "We Will Rock You" – May, 1977 (News of the World)
- "White Man" – May, 1976 (A Day at the Races)
- "White Queen (As It Began)" – May, 1974 (Queen II)
- "Who Needs You" – Deacon, 1977 (News of the World)
- "Who Wants to Live Forever" – May, 1986 (A Kind of Magic)

### Y
- "You and I" – Deacon, 1976 (A Day at the Races)
- "You Don't Fool Me" – Queen, 1995 (Made in Heaven)
- "You Take My Breath Away" – Mercury, 1976 (A Day at the Races)
- "You're My Best Friend" – Deacon, 1975 (A Night at the Opera)

## Các bài hát chỉ hát khi công diễn

### 1971-1986
- "Bama Lama Bama Loo" – được Little Richard thu âm lần đầu (1964).
- "Be Bop A Lula" – được Gene Vincent & The Blue Caps trình diễn lần đầu (1956).
- "Big Spender" – được Shirley Bassey thu âm (1967); bài hát do Cy Coleman và Dorothy Fields sáng tác cho Sweet Charity.
- "Danny Boy" – được Ernestine Schumann-Heink thu âm lần đầu (1915).
- "Gimme Some Lovin'" – được Spencer Davis Group biểu diễn lần đầu (1966); bài hát do Steve Winwood, Muff Winwood và Spencer Davis sáng tác.
- "Hangman" – bài hát không được phát hành, được công diễn vào thập kỷ 1970.
- "Hello Mary Lou (Goodbye Heart)" – được Ricky Nelson biểu diễn đầu tiên (1961); do Gene Pitney sáng tác.
- "I'm a Man" – do Spencer Davis Group biểu diễn lần đầu (1967); được Jimmy Miller và Steve Winwood sáng tác.
- "Imagine" – được John Lennon sáng tác và biểu diễn lần đầu (1971).
- "Immigrant Song" – được Led Zeppelin biểu diễn lần đầu (1970); do Jimmy Page và Robert Plant sáng tác.
- "Jailhouse Rock" – được Elvis Presley biểu diễn lần đầu (1957); do [[Jerry Leiber và Mike Stoller sáng tác.
- "Lucille" – được Little Richard biểu diễn đầu tiên; do Albert Collins và Richard sáng tác.
- "Mannish Boy" – được Muddy Waters biểu diễn đầu tiên (1955); "Mannish Boy" của Waters là một sáng tác theo bài "I'm a Man" của Bo Diddley.
- "Mull of Kintyre" – được Wings biểu diễn đầu tiên (1977); do Paul McCartney và Denny Laine sáng tác.
- "Not Fade Away" – được Buddy Holly biểu diễn đầu tiên; và cũng được The Rolling Stones hát lại (1964); bài hát do Holly và Norman Petty sáng tác.
- "Rock in Rio Blues" – bài hát do Queen biểu diễn tại buổi Rock ở Rio vào năm 1985.
- "Saturday Night's Alright For Fighting – do Elton John biểu diễn đầu tiên (1973); do Bernie Taupin và John sáng tác.
- "Shake, Rattle and Roll" – được Big Joe Turner thu âm lần đầu vào năm 1954; được Bill Haley & His Comets hát lại cùng năm; cũng được Elvis Presley thu âm vào năm 1956; do Jesse Stone sáng tác.
- "Silent Night" – được trình bày lần đầu vào năm 1818; do Josef Mohr và Franz Gruber sáng tác. *
- "Stupid Cupid" – được Connie Francis biểu diễn đầu tiên.
- "Tavaszi szél vízet áraszt" – bài hát truyền thống của Hungarian.
- "Tutti Frutti" – được Little Richard hát đầu tiên (1955); do Penniman (Little Richard) và LaBostrie sáng tác.
- "White Christmas" – được Bing Crosby thu âm lần đầu (1942); do Irving Berlin sáng tác. *
- "Whole Lotta Shakin' Goin' On" – cũng được Jerry Lee Lewis hát (1957).
- "(You're So Square) Baby I Don't Care" – được Elvis Presley (1957) và Buddy Holly (1961) hát lần đầu; do Jerry Leiber và Mike Stoller sáng tác.

### 1992 (Deacon/May/Taylor)
Biểu diễn trực tiếp trong Buổi hòa nhạc kỷ niệm Freddie Mercury:
- "All the Young Dudes" – được Mott the Hoople biểu diễn lần đầu (1972); do David Bowie sáng tác. *
- "Heaven and Hell" (phần giới thiệu). *
- "Heroes" – được David Bowie biểu diễn lần đầu (1977); do Bowie và Brian Eno sáng tác. *
- "Kashmir" (trích đoạn) – được Led Zeppelin biểu diễn đầu tiên (1975); do Jimmy Page, Robert Plant và John Bonham sáng tác. *
- "Pinball Wizard (phần giới thiệu) – do The Who biểu diễn lần đầu(1969); do Pete Townshend sáng tác. *
- "Thank You" (trích đoạn) – do Led Zeppelin biểu diễn lần đầu (1969); do Plant and Page sáng tác. *

### 1999-2006 (May/Taylor)
- "All Right Now" – được Free biểu diễn lần đầu (1970); do Andy Fraser và Paul Rodgers sáng tác.
- "Amandla" – bài hát của Queen, Dave Stewart và Anastacia.
- "Bad Company" – được Bad Company biểu diễn lần đầu (1974); do Simon Kirke và Paul Rodgers sáng tác.
- "Can't Get Enough" – được Bad Company biểu diễn lần đầu (1974); do Mick Ralphs sáng tác.
- "Feel Like Makin' Love" – được Bad Company biểu diễn lần đầu (1975); do Paul Rodgers và Mick Ralphs sáng tác.
- "Fire and Water" – được Free biểu diễn lần đầu (1970); do Andy Fraser và Paul Rodgers sáng tác.
- "46664 - The Call" – bài hát chưa được phát hành của Queen.
- "Last Horizon" – do Brian May sáng tác và biểu diễn lần đầu (1992: Back to the Light)
- "Let There Be Drums" – do Sandy Nelson biểu diễn lần đầu (1961); do Nelson và Richard Podolor sáng tác.
- "Little Bit of Love" – được Free biểu diễn lần đầu (1972); do Paul Rodgers, Andy Fraser, Paul Kossoff và Simon Kirke sáng tác.
- "Molly Malone" (một phần của đoạn ghi ta May chơi solo) – bài hát Ireland. *
- "Reaching Out" – được thu âm lần đầu bởi "Rock Therapy" có sự tham gia của Brian May, Paul Rodgers và Charlie Watts, được phát hành như một đĩa đơn vào năm 1996; do Hill/Black sáng tác.
- "Red House" – được Jimi Hendrix sáng tác và biểu diễn lần đầu. *
- "Rock 'n' Roll Fantasy" – được Bad Company biểu diễn lần đầu (1979); do Rodgers sáng tác.
- "Sakura" (một phần của đoạn ghi ta May chơi solo) – bài hát dân ca Nhật. *
- "Say It's Not True" – bài hát chưa được phát hành của Queen, do Roger Taylor sáng tác.
- "Seagull" – được Bad Company biểu diễn lần đầu (1974); do Mick Ralphs và Paul Rodgers sáng tác.
- "Sunshine of Your Love" (tríchđoạn) – được Cream biểu diễn lần đầu (1967); do Jack Bruce, Pete Brown và Eric Clapton sáng tác. *
- "Take Love" – bài hát chưa được phát hành của 'Queen + Paul Rodgers', do Rodgers sáng tác.
- "The Blue Danube" (một phần của đoạn ghi ta May chơi solo) – do Johann Strauss II sáng tác vào năm 1867. *
- "Wishing Well" – được Free trình diễn lần đầu (1972); do Paul Rodgers, Simon Kirke, Tetsu Yamauchi, Paul Kossoff và John Bundrick sáng tác.

(* chỉ được hát 1 lần.)